# Kvarteret Drottningen

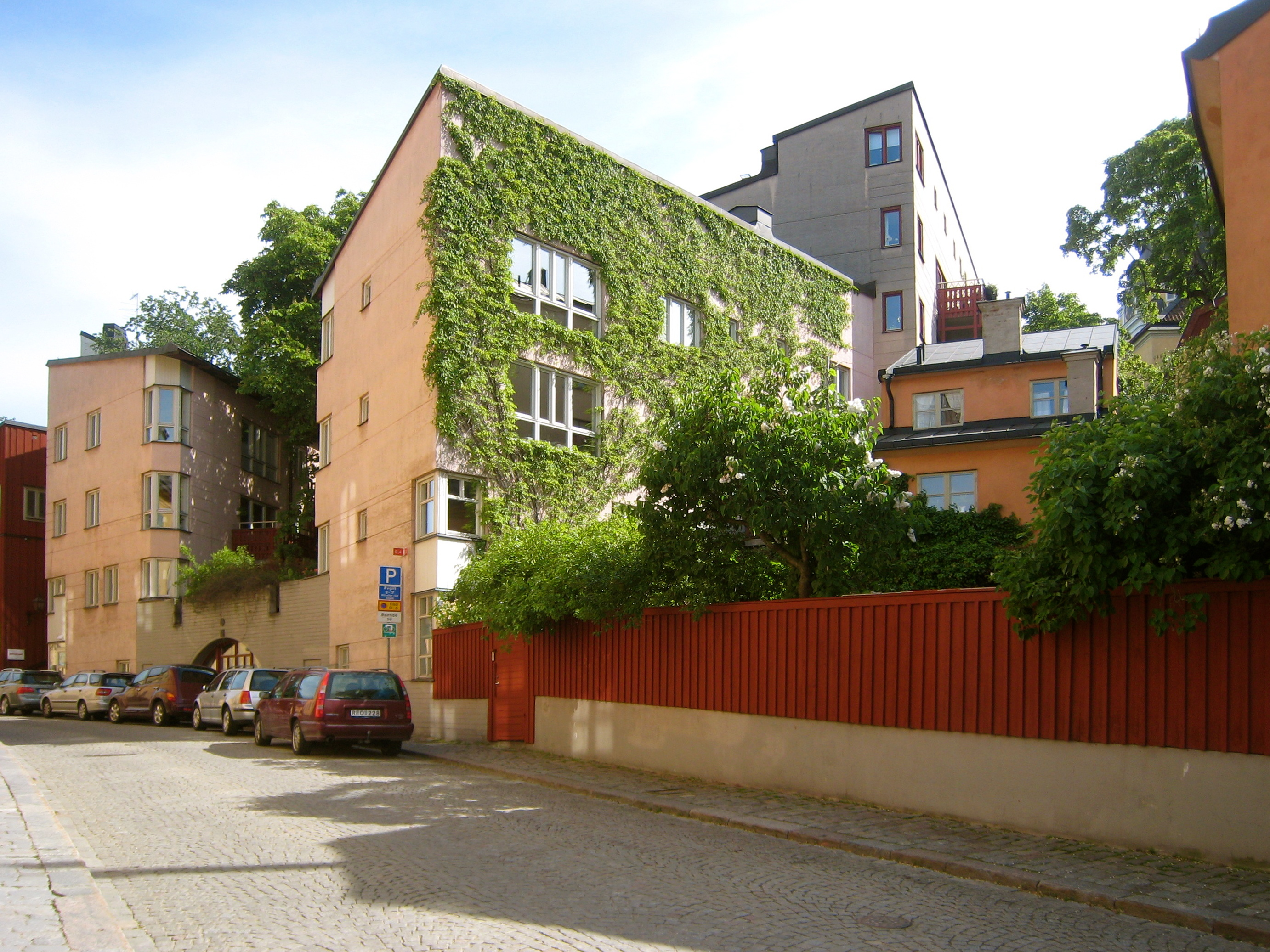
Kvarteret Drottningen med fastigheten Drottningen 8 och 11 sett från Glasbruksgatan i juni 2010.

Kvarteret Drottningen är ett kvarter på nordöstra Södermalm i Stockholm. Kvarteret begränsas av Glasbruksgatan i norr, Nytorgsgatan i öster, Högbergsgatan i söder och Katarina kyrkobacke i väster. Kvarteret består i dag av tio fastigheter: Drottningen 2, 3, 4, 5, 8, 9, 10, 11, 12 och 13.

## Kvarteret

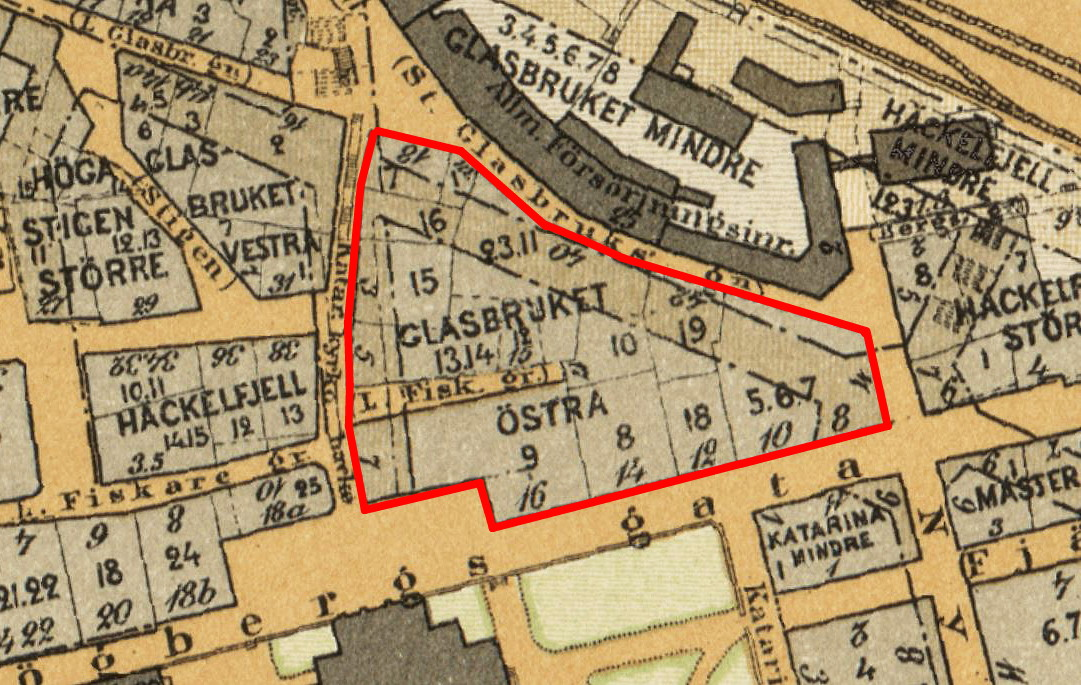
Kvarteret Glasbruket Östra, 1899.

Dagens kvarteret Drottningen motsvarar det äldre kvarteret Glasbruket östra. I trakten fanns och finns fortfarande flera ”Glasbrukskvarter”, exempelvis Glasbruksklippan, Glasbruket Större, Mindre, Östra, Wästra och Öfra samt vägar som Lilla och Stora Glasbruksgatan. Samtliga syftar på det glasbruk som låg här under 1660-talet och sysselsatte då ett 40-tal arbetare. Bruket uppfördes ursprungligen 1641 på Kungsholmen av Melker (Melchior) Jung (1615–1678) och flyttades efter en brand till Stadsgården (se Jungs glashytta).

## Bebyggelsen
Glasbrukskvarteren och -gatorna hade inte reglerats vid den stora omdaningen av Södermalm som tog sin början 1641 (se Stadsplanering i Stockholm). Anledning var det otillgängliga, bergiga läget på Katarinabergets norra sluttning. Än idag karakteriseras området fortfarande av många trappor och "krokiga" vägar. Bebyggelsen i området bestod huvudsakligen av låga timmerhus som till största delen utplånades i Katarinabranden 1723.
På 1800-talets slut planerade staden omfattande regleringar av gator och kvarter norr och öster om Katarina kyrka, vilka framgår av samtida kartor men som aldrig genomfördes fullt ut. Hade de genomförts hade en stor del av dagens historiska bebyggelse försvunnit. Först i stadsplanen (Pl 7670) från 29 december 1982 ströks de sista regleringarna och flera fastigheter i kvarteret Q-märktes. Stadsplanen gav även förutsättningar för viss nybebyggelse. 

## Fastigheter (urval)
- Drottningen 4, Högbergsgatan 14, ett stenhus i två våningar som uppfördes i mitten av 1750-talet för tornväktaren i Katarina kyrka, Sven Graffman och fick sin nuvarande form 1838 när skomakarmästare Jonas Wilhelm Gustén ägde byggnaden. Ägs av AB Stadsholmen och är blåmärkt av Stadsmuseet i Stockholm.[3][4]
- Drottningen 5, en kulturhistoriskt värdefull fastighet i hörnet Högbergsgatan 16 / Katarina kyrkobacke 7 på Södermalm i Stockholm. Byggnaden uppfördes för skräddarmästaren Elias Kullman som hyreshus på 1700-talets mitt. Ägs av AB Stadsholmen och är blåmärkt av Stadsmuseet i Stockholm.[3]
- Drottningen 8 och 11, Glasbruksgatan 40-42, nybebyggelse från 1985 efter ritningar av arkitekt Bengt Lindroos som belönades med 1986 års Kasper Salinpris för projektet.[5]
- Drottningen 12, Katarina kyrkobacke 5, ett exempel för hur borgerskapet, i detta fall hökaren Matthias Bergvall, under senare delen av 1700-talet demonstrerade sin samhällsställning genom påkostade stenhus. Ägs av AB Stadsholmen och blåmärkt av Stadsmuseet i Stockholm.[6]
- Drottningen 13, Katarina kyrkobacke 3, uppfört av byggmästaren F. Nystedt på 1880-talet som hyreshus. Byggnaden är exempel på den byggboom som rådde i Stockholm i slutet av 1800-talet. Ägs av AB Stadsholmen.[7]

## Bilder

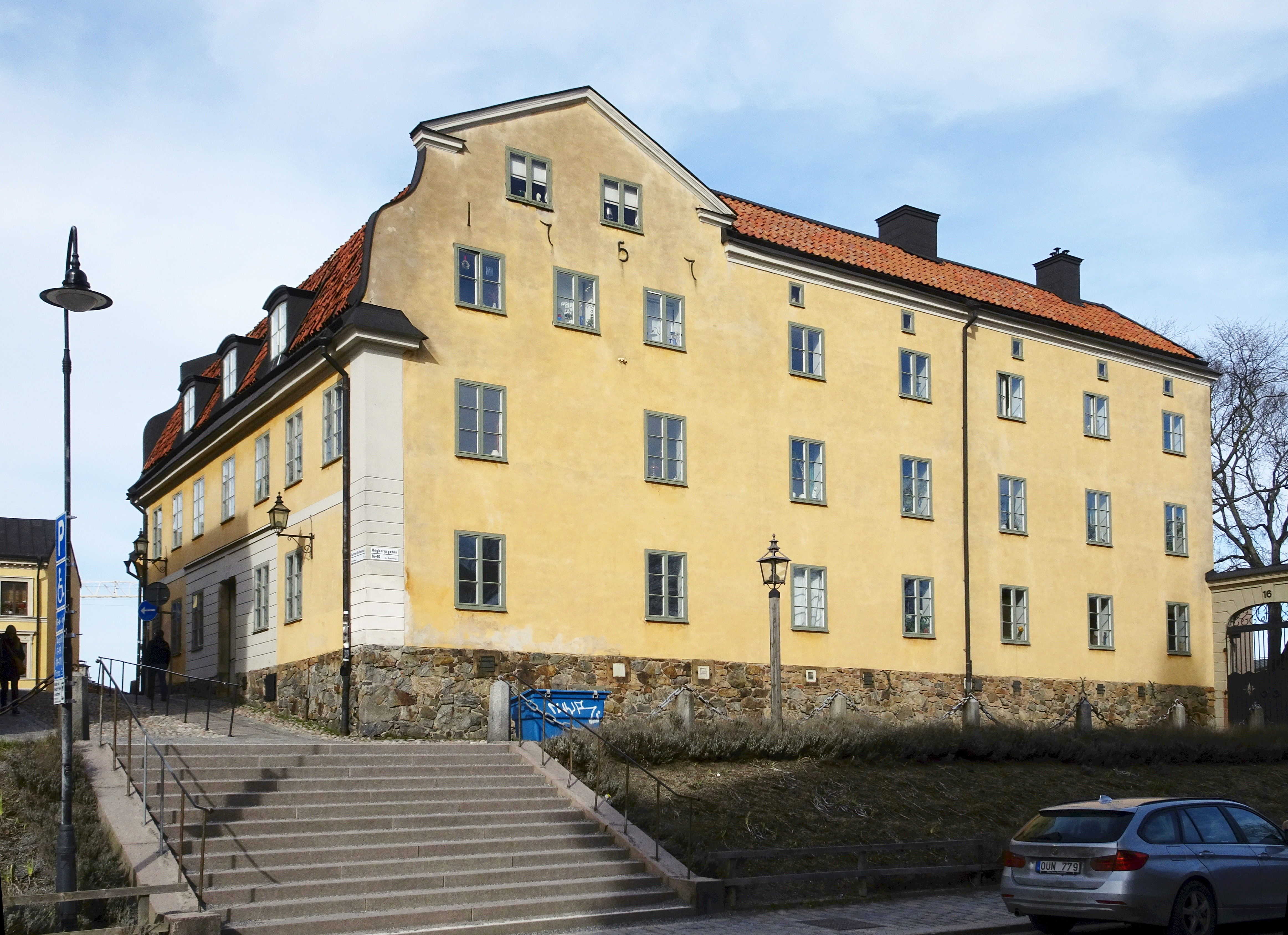
Drottningen 5 från Högbergsgatan.
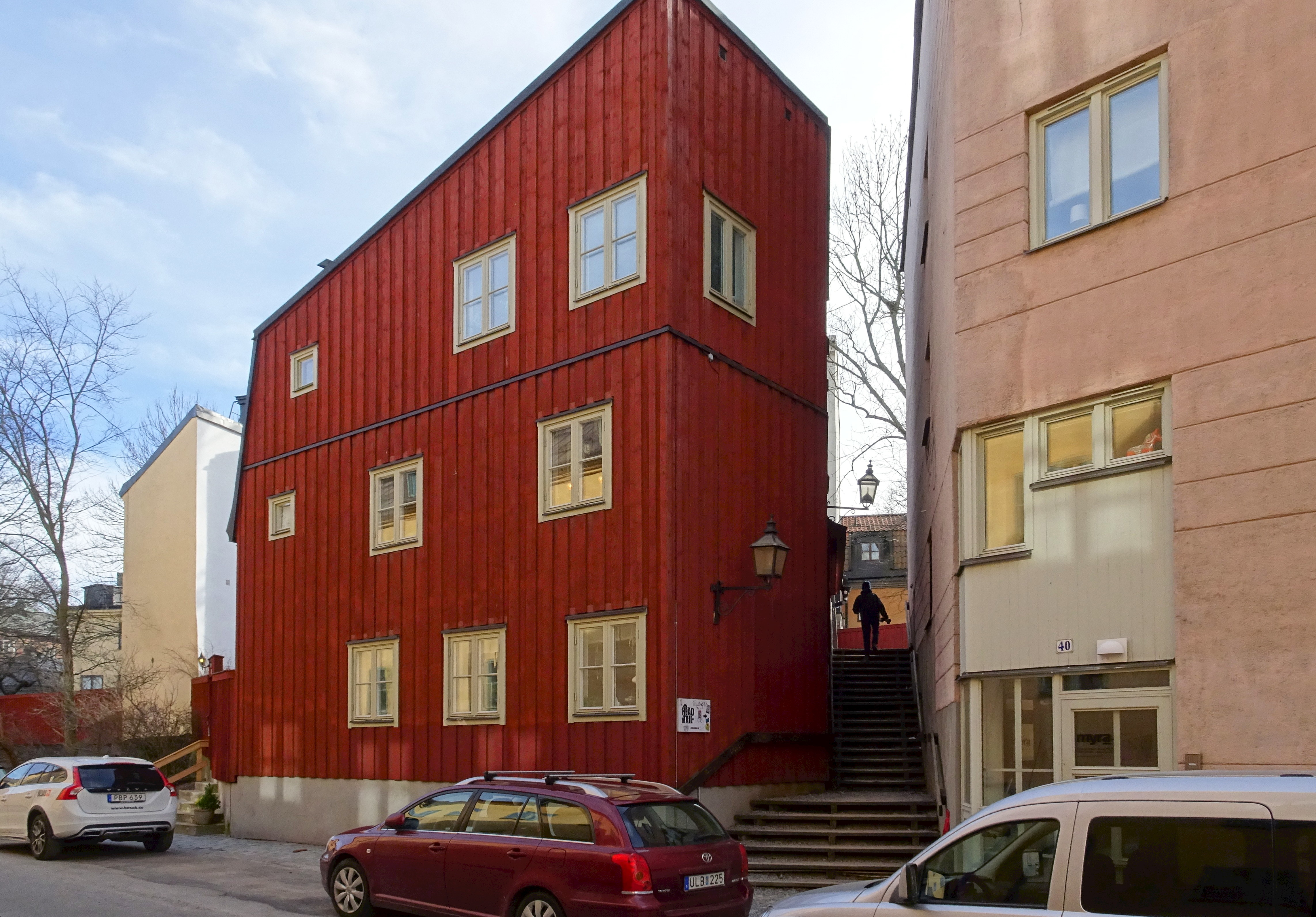
Drottningen 8 och 11 från Glasbruksgatan.
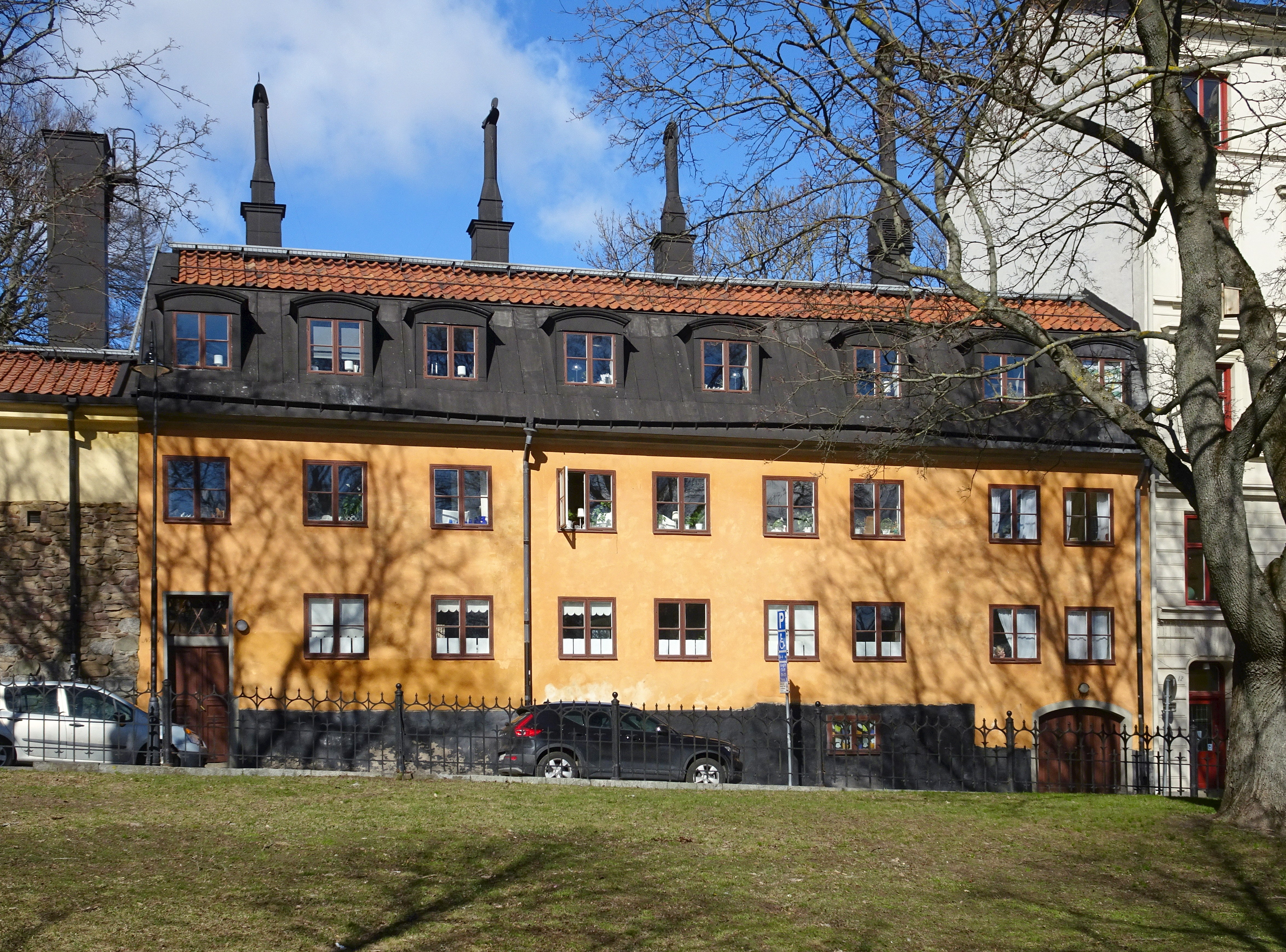
Drottningen 4 från Högbergsgatan.
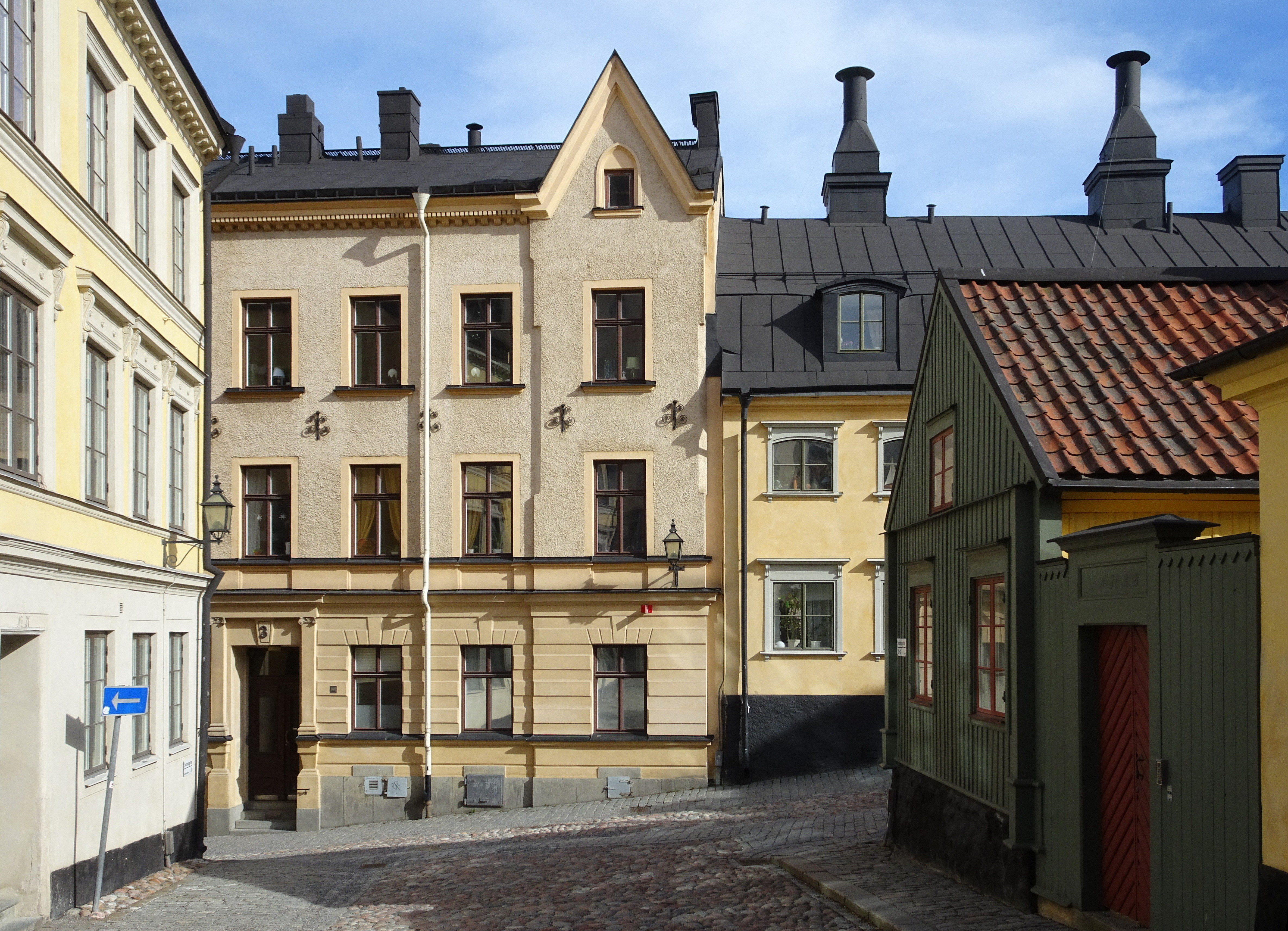
Drottningen 13 från Svartensgatan.
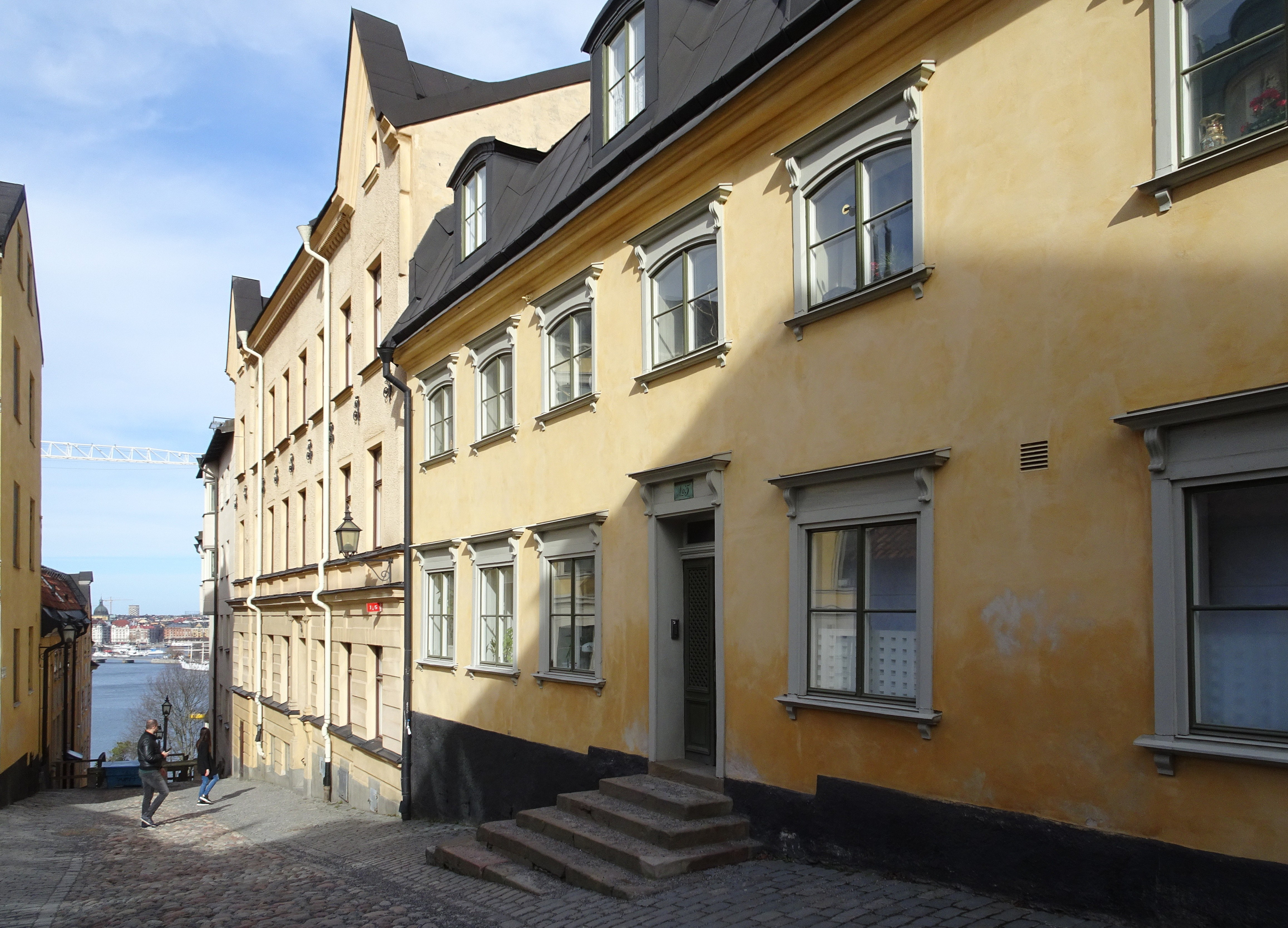
Drottningen 12 (närmast) och 13.